# Episcopus vagans
Episcopus vagans (z łac. biskup wędrujący, biskup tułacz) – biskup konsekrowany z zachowaniem sukcesji apostolskiej, który nie jest przypisany do konkretnej diecezji, nie jest w łączności z żadnym większym Kościołem, jest autokefaliczny wobec innych biskupów, nie posiada jurysdykcji lub jego władza biskupia jest ograniczona do niewielkiego związku wyznaniowego o znaczeniu marginalnym.

## Charakterystyka
W pierwszych wiekach chrześcijaństwa oraz we wczesnym średniowieczu, gdy trwały prześladowania i tworzyły się struktury Kościoła niemal wszyscy biskupi prowadzący misje i zakładający od podstaw gminy chrześcijańskie mieli charakter biskupów wędrownych. 
Współcześnie episcopi vagantes to w większości biskupi, którzy zostali wyświęceni ważnie, lecz niegodnie przez innych biskupów, a także hierarchowie kościelni, którzy zostali ekskomunikowani przez swoje macierzyste Kościoły.
Episcopi vagantes są duchownymi, którzy skupiają wokół siebie jedynie nieliczne grupki wiernych, które nie tworzą rzeczywistych struktur kościelnych. Biskupi ci mają zwykle nieuregulowany status kanoniczny, nie mają też pod swoją opieką prawnie uregulowanych organizacji kościelnych. Posługują się często przesadnie wyszukanymi tytułami (arcybiskup, egzarcha, katolikos, metropolita, papież, patriarcha, prymas), lecz w rzeczywistości pełnią urząd wyłącznie w swoim imieniu, bez pełnomocnictw kościelnych.
Największa liczba biskupów, których można określić jako episcopi vagantes mieszka w Stanach Zjednoczonych Ameryki.

## Przykładowi episcopi vagantes

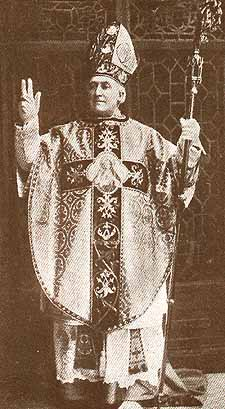
Arnold Harris Mathew, XX wieczny angielski episcopus vagans, który uzyskał sakrę od biskupów Unii Utrechckiej

- VI wiek

- Jakub Baradeusz

- XV wiek

- Augustyn Luciani

- XVIII wiek

- Dominique Marie Varlet

- XIX wiek

- Joseph René Vilatte

- XX wiek

- Francis Schuckardt
- Marcel Lefebvre

- Antonio de Castro Mayer
- Guerard des Lauriers
- Arnold Mathew
- Pierre Martin Ngô Đình Thục

- XXI wiek

- Emmanuel Milingo

- Richard Williamson